# Henness Ridge Fire Lookout
L'Henness Ridge Fire Lookout est une tour de guet du comté de Mariposa, en Californie, dans l'ouest des États-Unis. Situé à 1 932 mètres d'altitude au sein du parc national de Yosemite, dans la Sierra Nevada, il a été construit en 1939 dans le style rustique du National Park Service par le Civilian Conservation Corps. À l'inverse du Crane Flat Fire Lookout, qui se trouve dans la même aire protégée, il n'est pas inscrit au Registre national des lieux historiques.